# شيماريا كاتاريفاس
شيماريا كاتاريفاس كاتب تلمودي في القرن الثامن عشر. كان في الأصل من طبريا، وذهب إلى تونس عام 1750 كجامع زكاة، واستقر هناك بعد إقامة في الجزائر العاصمة. اكتسب سمعة بالمعرفة والعمل الديني. كان كاتاريفاس صديقًا حميمًا لإبراهام كوهين بابيريبي، وهو أحد أقدم الحاخامات في تونس، الذي نشر حفيده ذاكر صادق، تعليقًا على أول أمرين من المشناه، إلى جانب "إبراهيم يجل" من إبراهيم كوهين (ليغورن، 1843). العديد من الأجوبة الشرعية ترد من كاتاريفاس في كتاب يريك يعقوب للكاتب يعقوب بن إبراهيم فايتوسي، (ليفورنو، 1842).